# Aero Spacelines Super Guppy
Super Guppy là một máy bay chở hàng khoang rộng, kích thước lớn của Hoa Kỳ, chuyên để vận chuyển các hàng hóa quá khổ. Nó là mẫu máy bay kế vị của loại Pregnant Guppy, đây là máy bay Guppy đầu tiên được sản xuất bởi Aero Spacelines, Inc.. 5 chiếc đã được chế tạo với 2 phiên bản, cả hai đều được gọi là "Super Guppy."

## Các phiên bản Super Guppy
Phiên bản đầu tiên là Super Guppy hay SG, được chế tạo trực tiếp từ thân của một chiếc C-97J Turbo Stratocruiser, phiên bản quân sự của Boeing 377. Thân máy bay được làm dài, với chiều dài là 141 foot (43 m), và phần lưng máy bay được làm phình ra, với đường kính cực đại bên trong là 25 ft (7.6 m), chiều dài khoang hàng hóa là 94 ft 6 in (28.8 m). Sàn của khoang hàng hóa chỉ còn rộng 8 ft 9 in (2.7 m), đây là yêu cầu cần phải có khi sử dụng thân của C-97J Turbo Stratocruiser.
Ngoài ra còn có những cải tiến ở thân máy bay, Super Guppy sử dụng động cơ phản lực tuabin cánh quạt nâng cấp là Pratt & Whitney T-34P7 nhằm nâng tầm hoạt động và công suất, cải tiến cánh và bề mặt đuôi. Nó có thể mang 40.000 pound (18.000 kg) và bay với vận tốc hành trình là 300 mph (480 km/h).
Phiên bản thứ hai chính thức được biết đến với tên gọi Super Guppy Turbine (SGT) vì động cơ nguyên bản của Boeing 377 đã được thay thế bằng động cơ phản lực tuabin cánh quạt Allison 501-D22C hiệu suất cao hơn. Không giống như những chiếc Guppy phiên bản trước, thân của phiên bản này được làm lại từ đầu. Do chế tạo lại từ đầu nên hãng Aero Spacelines đã mở rộng sàn của khoang hàng hóa lên 13 ft (4 m). Chiều dài khoang hàng hóa tăng lên 111 ft (33.8 m), và thân máy bay được cải tiến, động cơ cho phép máy bay chở được tải trọng hàng hóa tối đa là 54.500 pound (24.700 kg). Những cải tiến thiết kế này được kết hợp với một cabin phi hành đoàn điều áp, cho phép máy bay hoạt động ở vận tốc hành trình trên độ cao lớn, giúp SGT vận chuyển nhiều hàng hóa hơn những loại máy bay trước đó.
SGT chỉ giữ lại thiết kế buồng lái, cánh, đuôi và bộ bánh đáp của Boeing 377. Bánh xe càng trước được lấy từ Boeing 707 - và đảo ngược 180°. Điều này giúp mặt trước của máy bay nhỏ, ngang bằng với sàn của khoang hàng hóa và đơn giản hóa thao tác chất hàng.

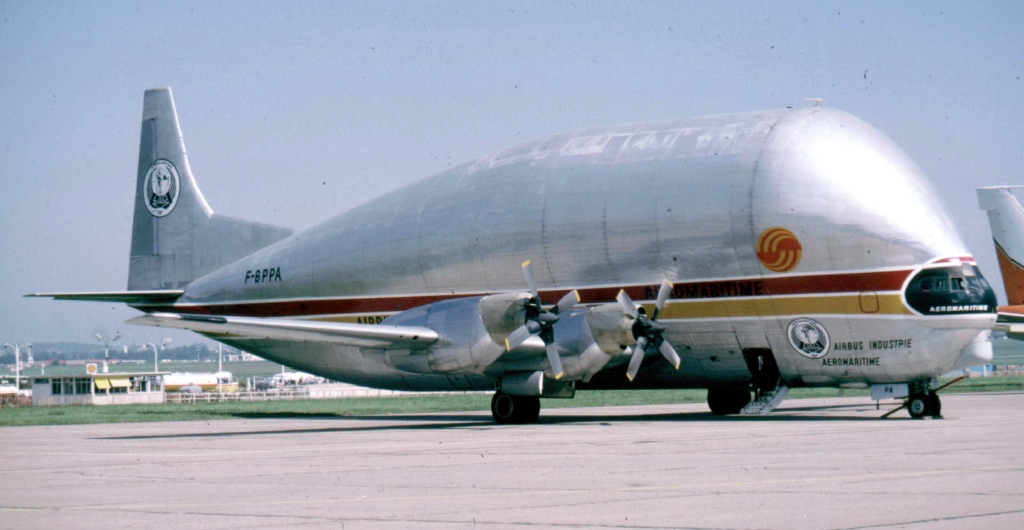
Super Guppy F-BPPA do Airbus sử dụng

Vào đầu thập niên 1970, 4 chiếc Super Guppy đã được hãng Airbus Industrie sử dụng để vận chuyển các bộ phận của máy bay từ các nhà máy sản xuất nhỏ đến xưởng lắp ráp cuối cùng ở Toulouse. Người ta có câu nói đùa rằng "Mọi chiếc Airbus đều được chuyển giao trên đôi cánh của một chiếc Boeing". Những chiếc Super Guppy sau đó được thay thế bởi loại Airbus Beluga, có khả năng mang được nhiều hơn.
Chỉ có một chiếc Super Guppy hiện đang hoạt động: một chiếc SGT được NASA sử dụng. 4 chiếc khác hiện đã ngừng hoạt động; chiếc SG hiện đang trưng bày tại Bảo tàng Hàng không và Không gian Pima, Căn cứ không quân Davis-Monthan, Arizona. Chiếc SGT thứ nhất hiện ở Bruntingthorpe, Vương quốc Anh, chiếc thứ 2 ở ngoài nhà máy của Airbus tại Sân bay quốc tế Toulouse Blagnac, Toulouse, Pháp, chiếc thứ 3 tại Finkenwerder, Đức.

## Thông số kỹ thuật (Super Guppy Turbine)

Orthographically projected diagram of the 377 Super Guppy.

### Đặc điểm riêng
- Phi đoàn: 4
- Chiều dài: 143 ft 10 in (43.84 m)
- Sải cánh: 156 ft 3 in (47.625 m)
- Chiều cao: 46 ft 5 in (14.148 m)
- Diện tích cánh: (1965 ft²) (182,5 m²)
- Trọng lượng rỗng: 101.500 lb (46.039 kg)
- Trọng lượng tải: 54.500 lb (24.720 kg)
- Trọng lượng cất cánh tối đa: 170.000 lb (77.110 kg)
- Động cơ: 4× động cơ tuabin phản lực cánh quạt Allison 501-D22C, 4.680 hp (3.491 kW) mỗi chiếc
- Kích thước khoang hàng hóa: 111 ft x 25 ft x 25 ft (33.8 m x 7,62 m x 7,62 m)

### Hiệu suất bay
- Vận tốc cực đại: n/a
- Vận tốc hành trình: 252 knot (288 mph, 467 km/h)
- Tầm bay: 1.734 nm (1.986 mi, 3.219 km)
- Trần bay: 32.000 ft (9.753,6 m)
- Vận tốc lên cao: n/a
- Lực nâng của cánh: n/a
- Lực đẩy/trọng lượng: n/a

## Nội dung liên quan

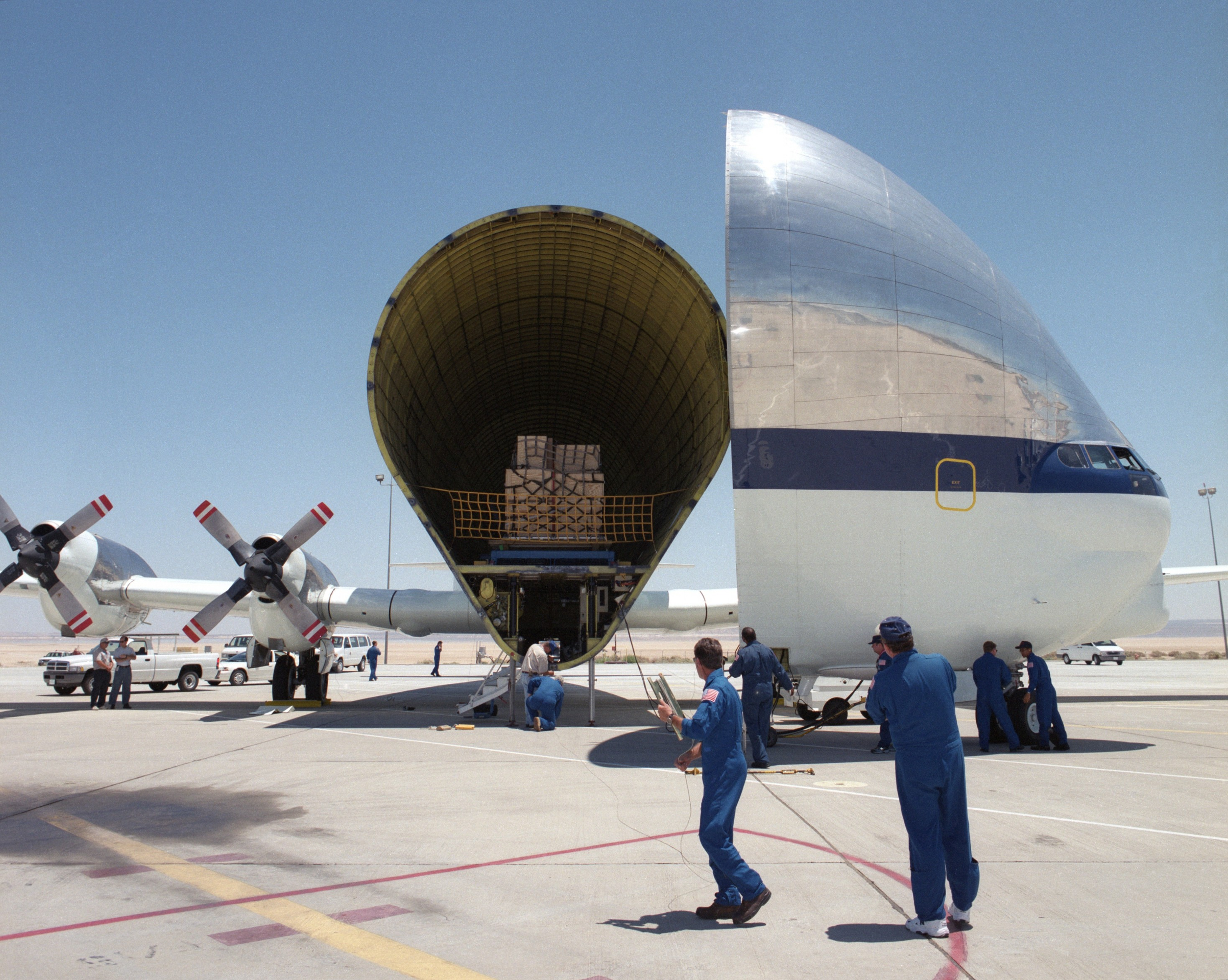
Khoang hàng hóa của Super Guppy.

### Máy bay có cùng sự phát triển
- B-29 Superfortress
- Boeing 377
- Aero Spacelines Pregnant Guppy
- Aero Spacelines Mini Guppy

### Máy bay có tính năng tương đương
- Airbus Beluga
- Antonov An-225
- Boeing 377
- Boeing 747 Large Cargo Freighter
- Conroy Skymonster
- Myasishchev VM-T